# Енхор (могильник)
Енхор — средневековый и хуннский могильник, расположенный в Джидинском районе Республики Бурятии у села Енхор. Открыт и впервые раскапывался в 1983 году археологом П. Б. Коноваловым. В 1984—1986 годах крупные раскопки проводил археолог Н. В. Именохоев. Визуально могильник насчитывает около 150 культурно и хронологически трудноразличимых могил, из которых 102 удалось отнести к средневековью, а 10 к хуннскому времени. Всего раскопано 80 средневековых и 9 хуннских погребений. Находки, найденные при раскопках, хранятся в ЛА ИМБТ СО РАН и в Музее БНЦ СО РАН.
Могильник является объектом культурного наследия России федерального значения и объектом археологического наследия.

## Могильник
Могильник находится на юго-востоке села Енхор Джидинского район Республики Бурятии возле скалистых возвышенностей на правом берегу реки Джида.
Памятник открыт в 1983 году П. Б. Коноваловым, который в том же году раскопал две могилы. В 1984—1986 годах раскопки на могильнике производил Н. В. Именохоев. В 1992 году памятник посетила группа по инвентаризации БИОН под руководством С. В. Данилова. В 2008 году могильник обследовался археологическим отрядом ИМБТ СО РАН под руководством С. В. Данилова.

### Описание
Разновременный могильник Енхор состоит из средневековых и хуннских могил — 102 и 10 соответственно. Памятник визуально насчитывает около 150 культурно и хронологически трудноразличимых могил, из которых раскопано 80 средневековых и 9 хуннских. Могилам присвоены номера согласно порядку их раскопок. 42 средневековых погребения, раскопанные Н. В. Именохоевым, отнесены им к раннемонгольской культуре.
Визуально могилы выражены не ясно и заметить их на поверхности трудно. Они представляли собой едва выступающие на поверхности отдельные камни без намёков на надмогильные насыпи или впадины. В одной из хуннских могил найдены бронзовые пряжки, бляшки, атрибуты пояса. Материалы по раскопкам на Енхорском могильнике не опубликованы в полной мере.
Находки, найденные при раскопках, хранятся в Лаборатории археологии Института монголоведении, буддологии и тибетологии СО РАН (коллекция
состоит из восьми костяков хуннского времени и 42 костяков эпохи средневековья) и в Музее Бурятского научного Центра СО РАН.
Хорошо сохранившееся хуннское погребение получило номер 63 и принадлежало мужчине. Здесь обнаружены в полном составе кости рук и ног, за исключение бедренной и лучевой кости одной ноги. Также от скелета сохранились кости таза и крестец, весь позвоночный столб, обе лопатки, обе коленные чашечки, одна из ключиц, 31 фаланга кистей и стоп и фрагменты ребер. Костяк хранится в ИМБТ СО РАН. Хорошо сохранившееся женское средневековое погребение, под номер 35, представлено костями таза и крестца, двумя лопатками, двумя ключицами, костями конечностей, включая фаланги, 25 ребрами, 19 позвонками, костями грудины, плюсны и пястья.

### Охранный статус
Памятник археологии охраняется государством в соответствии с Постановлением Правительства Республики Бурятия № 242 от 9 июля 1996 года. В едином государственном реестре объектов культурного наследия (памятников истории и культуры) народов Российской Федерации приказом Министерства культуры Российской Федерации № 111213-р от 3 октября 2017 года могильник зарегистрирован как объект культурного наследия федерального значения «Енхор. Могильник», с присвоением ему регистрационного номера 031741055130006.